# Points of Authority
Points of Authority — пісня гурту Linkin Park, четвертий трек з їхнього першого студійного альбому, Hybrid Theory.

## Список композицій
Автор музики і слів Linkin Park. 
| EU Promo CD | EU Promo CD           | EU Promo CD |
| #           | Назва                 | Тривалість  |
| ----------- | --------------------- | ----------- |
| 1.          | «Points of Authority» | 3:22        |